# 헤마 말리니
헤마 말리니(힌디어: हेमा मालिनी, 영어: Hema Malini, 1948년 10월 16일 ~ )는 인도의 배우, 감독, 댄서, 정치인이다. 파드마 시리 서훈자이며, 1972년 필름페어상 여우주연상, 2000년 필름페어상 공로상 수상자이다. 2003년부터 2009년까지 라자 사바 의원과 인도 인민당 대표로 활동했으며, 2014년부터는 로크 사바의 의원으로 활동하고 있다.

## 같이 보기
- 인도 영화 배우 목록